# Abborragölen (Fagerhults socken, Småland)
Abborragölen är en sjö i Högsby kommun i Småland och ingår i Emåns huvudavrinningsområde.